# Безымянка (Красноярский край)
Безымянка — деревня, административный центр Луговатского сельсовета Енисейского района Красноярского края.

## Географическое положение
Посёлок расположен примерно в 205 км на северо-запад по прямой от районного центра города Енисейск, в 3 километрах на юг от Безымянного шлюза Обь-Енисейского канала.

## Климат
Климат резко континентальный с низкими зимними температурами, застоем холодного воздуха в долинах рек и котловинах. В зимнее время над поверхностью формируется устойчивый Сибирский антициклон, обусловливающий ясную и морозную погоду со слабыми ветрами. Континентальность климата обеспечивает быструю смену зимних холодов на весеннее тепло. Однако низменный рельеф способствует проникновению арктического антициклона. Его действие усиливается после разрушения сибирского антициклона с наступлением тёплого периода. Поэтому до июня бывают заморозки. Средние многолетние значения минимальных температур воздуха в самые холодные месяцы — январь и февраль — составляет −25…-27 °С, а абсолютный минимум достигает −53…-59 °С. Средние из максимальных значений температуры для наиболее тёплого месяца (июля) на всём протяжении долины колеблются в пределах 24 — 25 °С, а абсолютные максимумы температур в летние месяцы достигают значений в 36 — 39 °С. Зима продолжительная. Период со средней суточной температурой ниже −5° на всей протяжённости составляет около 5 месяцев (с ноября по март). Ниже 0° — около полугода. Продолжительность безморозного периода в рассматриваемом районе составляет 103 дня, при этом первые заморозки наблюдаются уже в начале сентября. Последние заморозки на поверхности почвы могут наблюдаться в мае.

## Население
Постоянное население составляло 236 человек в 2002 году (100 % русские). 452 человека в 2010. Старообрядцы часовенного согласия.